# Leanid Barabanau
Leanid Wasiljewicz Barabanau (biał. Леанід Васільевіч Барабанаў, ros. Леонид Васильевич Барабанов, Leonid Wasiljewicz Barabanow; ur. 6 lipca 1947 w Dobruszu) – białoruski inżynier, działacz państwowy i polityk, w latach 1997–2000 członek Rady Republiki Zgromadzenia Narodowego Republiki Białorusi I kadencji.

## Życiorys
Urodził się 6 lipca 1947 roku w mieście Dobrusz, w obwodzie homelskim Białoruskiej SRR, ZSRR. W 1970 roku ukończył Białoruski Instytut Inżynierów Transportu Kolejowego, w 1984 roku – Mińską Wyższą Szkołę Partyjną. W latach 1970–1971 odbył służbę w szeregach Armii Radzieckiej. Pracował jako inżynier technolog, kierownik wydziału, sekretarz komitetu Komunistycznej Partii Białorusi (KPB) w Homelskich Zakładach Naprawy Taboru Kolejowego, II sekretarz Kolejowego Komitetu Rejonowego KPB m. Homla, sekretarz komitetu KPB w Zjednoczeniu Produkcyjnym „Gomsielmasz”, kierownik wydziału w Homelskim Komitecie Obwodowym KPB. Od 1991 roku pełnił funkcję zastępcy dyrektora, a od 1993 roku – dyrektora Homelskich Zakładów Naprawy Taboru Kolejowego. Był deputowanym do Homelskiej Obwodowej Rady Deputowanych.
13 stycznia 1997 roku został członkiem nowo utworzonej Rady Republiki Zgromadzenia Narodowego Republiki Białorusi I kadencji. Od 22 stycznia pełnił w niej funkcję członka Stałej Komisji ds. Międzynarodowych i Bezpieczeństwa Narodowego. Jego kadencja w Radzie Republiki zakończyła się 19 grudnia 2000 roku.

## Życie prywatne
Leanid Barabanau jest żonaty, ma dwoje dzieci.